# اندی مک‌گوییگان
اندی مک‌گوییگان (انگلیسی: Andy McGuigan; ۲۴ فوریهٔ ۱۸۷۸ – ۱۹۴۸ (۶۹−۷۰ سال)) بازیکن فوتبال اهل بریتانیا بود.
از باشگاه‌هایی که در آن بازی کرده‌است می‌توان به باشگاه فوتبال میدلزبرو، باشگاه فوتبال آکرینگتون استنلی، باشگاه فوتبال لیورپول، باشگاه فوتبال بریستول سیتی، باشگاه فوتبال پورت ویل، باشگاه فوتبال هیبرنین، باشگاه فوتبال ساوتپورت، باشگاه فوتبال بارو، و باشگاه فوتبال اکستر سیتی اشاره کرد.